# Комаха року

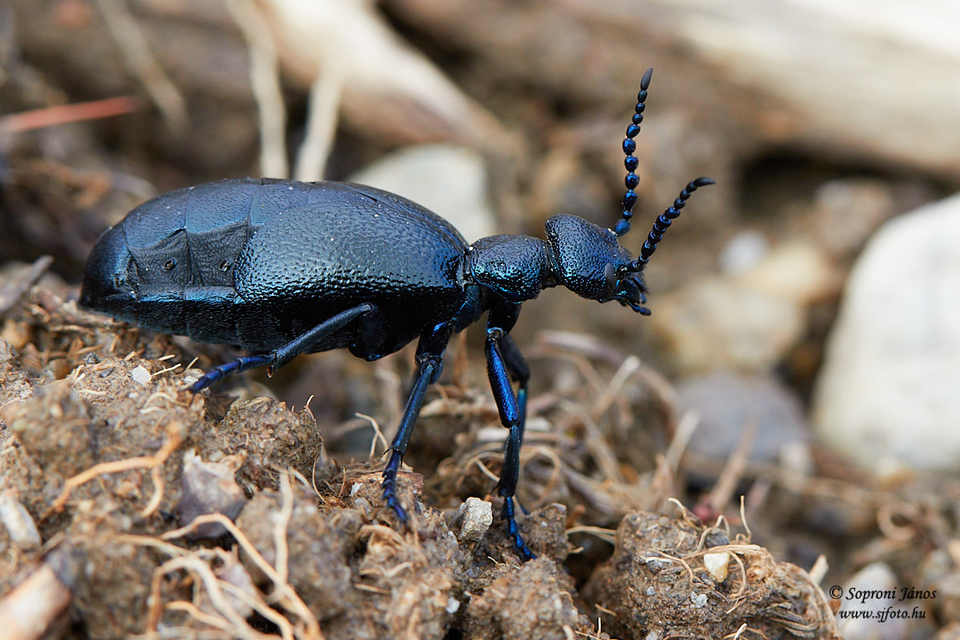
Майка звичайна — «Комаха року-2020»

Комаха року (нім. Insekt des Jahres) — акція, заснована німецьким ентомологом Гольгером Дате разом з Німецьким ентомологічним інститутом у 1999 році в Німеччині. Паралельно відбувалася у 2000—2004 роках в Австрії за ініціативи Австрійського ентомологічного товариства, потому обидві кампанії було об'єднано, а 2009 року до них доєдналася Швейцарія.

## Німецький проєкт
Ідея провести вибори комахи року зародилася під впливом акції «Птах року Німеччини», що її проводила Природоохоронна організація Німеччини «Naturschutzbund Deutschland» з 1985 року, коли першим птахом року було обрано сапсана. Надалі розпочалися акції «Гриб року», «Квітка року», «Дерево року», «Орхідея року» тощо. У 1999 році ентомолог Гольгер Гайнріх Дате разом з Німецьким ентомологічним інститутом та за сприяння «Naturschutzbund Deutschland» провів першу акцію «Комаха року» в Німеччині. Першою комахою року в Німеччині було обрано золотоочку Chrysoperla carnea.

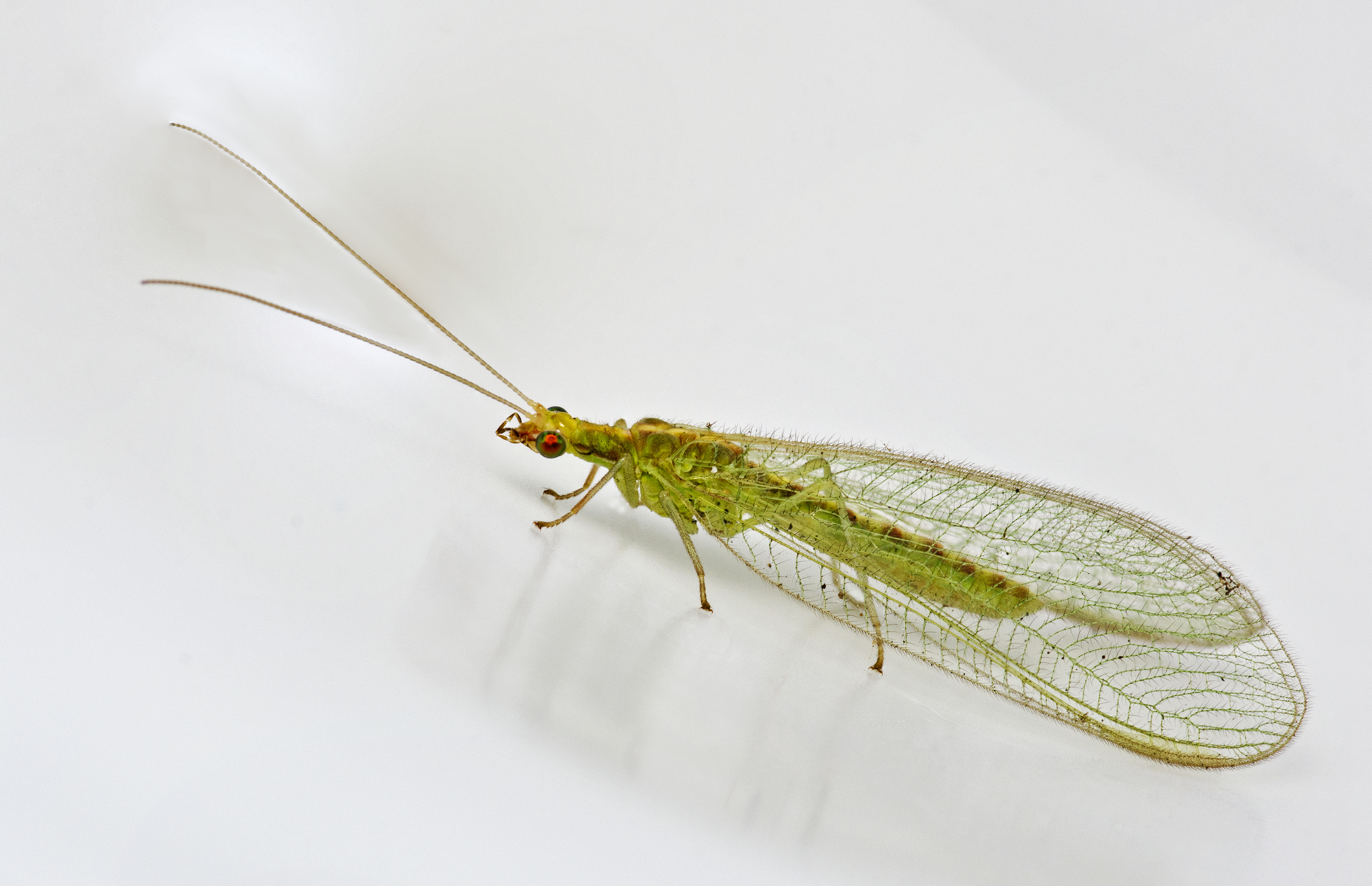
Chrysoperla carnea — «Комаха року-1999» в Німеччині

### Комаха року в Німеччині (1999—2004)
- 1999 золотоочка Chrysoperla carnea[en]
- 2000 жук бронзівка золотиста
- 2001 бабка Libellula depressa
- 2002 метелик цитринець
- 2003 цвіркун польовий
- 2004 муха-сирф Episyrphus balteatus

## Австрійський проєкт

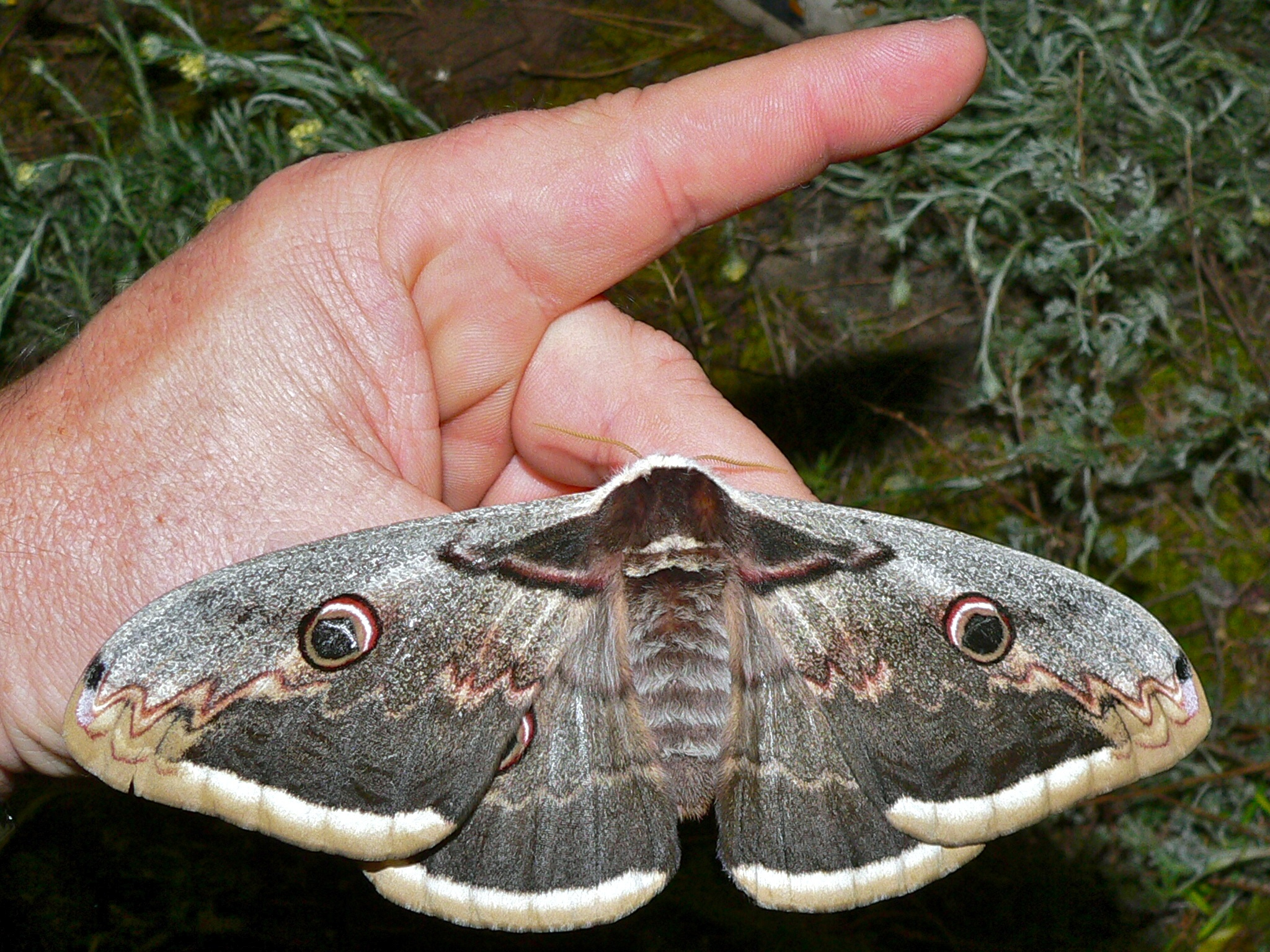
Сатурнія велика — найбільша комаха Європи, «Комаха року-2000» в Австрії

2000 року ентомологи Австрії та Naturschutzbund Österreich провели опитування щодо власної акції «Комаха року». Більше 80 % опитаних висловилися за незалежний проєкт, 15,4 % обрали приєднатися до ФРН. Подібну акцію також проводили 1985 року серед школярів, де переможцем стала найбільша комаха Європи — сатурнія велика. Задля вибору першої комахи року в Австрії, 2000 року було проведено опитування ентомологів та широкої публіки, за яким було сформовано перелік з 30 видів-кандидатів, зокрема 18 висунуло Австрійське ентомологічне товариство. Для виборів було сформовано раду директорів проєкту з залученням ентомологів, природоохоронців, працівників урядових установ. Чимало пропозицій містили вкрай рідкісні або нещодавно описані види, проте ключовим критерієм було обрано наявність якісних фотографій обраних видів. Комісія обрала все ту ж сатурнію велику. Для акції наступного 2001 року було обрано важливий для всієї Європи вид жуків-вусачів розалію альпійську, що є індикаторним видом букових пралісів Європи. Перша акція 2000 року була успішною, було надруковано кольорові постери та вийшло більше 50 публікацій у пресі.

### Комаха року в Австрії (2000—2004)
- 2000 метелик сатурнія велика
- 2001 жук Вусач-Розалія альпійська
- 2002 бабки кордулегастер двозубчастий, кордулегастер кільчастий, Cordulegaster heros
- 2003 сітчастокриле Osmylus fulvicephalus
- 2004 метелик подалірій

## Об'єднаний проєкт «Комаха року»
- 2005 джміль кам'яний
- 2006 сонечко семикрапкове
- 2007 клоп Lygaeus equestris[3]
- 2008 строкатка Zygaena carniolica[4]
- 2009 цикадка Cercopis vulnerata[en][5]
- 2010 мурашиний лев звичайний
- 2011 мурашка Formica exsecta[en][6]
- 2012 жук-олень
- 2013 волосокрилець Rhyacophila fasciata[sv]
- 2014 муха Phasia aurigera[en][7][8]
- 2015 метелик синявець Коридон
- 2016 ногохвіст Allacma fusca[en]
- 2017 богомол звичайний
- 2018 скорпіонниця Panorpa communis
- 2019 бджола осмія руда
- 2020 жук майка звичайна[9]
- 2021 одноденка Ephemera danica[en]
- 2022 веслокрилець Venustoraphidia nigricollis[sv]
- 2023 метелик Araschnia levana